# Quantum key
Quantum key is een cupdisc van Tangerine Dream. Het bevat de laatste opnamen met die band met Edgar Froese, die januari 2015 overleed. Het schijfje diende als opmaat voor het album Quantum gate, dat nog gedurende 2016 zou moeten verschijnen, maar uitgesteld werd tot 2017. Als muziekproducent trad op Bianca Froese-Acquaye, de vrouw van Edgar, al jaren betrokken bij uitgiftes van de muziekgroep. De dames Iris Camaa en Linda Spa zijn er bij dit album niet meer bij.

## Musici
- Edgar Froese, Thorsten Quaeschning, Ulrich Schnauss – synthesizers, elektronica
- Hoshiko Yamane – elektrische viool

## Muziek
| Nr. | Titel                                                        | Duur  |
| --- | ------------------------------------------------------------ | ----- |
| 1.  | Genesis of precious thoughts (Froese, Quaeschning, Schnauss) | 9:13  |
| 2.  | Electron bonfire (Froese, Quaeschning, Schnauss)             | 5:05  |
| 3.  | Drowning in universes (Froese, Quaeschning, Schnauss)        | 11:07 |
| 4.  | Mirage of reality (Froese, Quaeschning, Schnauss)            | 7;25  |

CD1: Das romantische Opfer ·
CD2: Fallen Angels ·
CD3: Choice ·
CD4: Flame ·
CD5: A Cage in Search of a Bird ·
CD6: Zeitgeist EP ·
CD7: The Gate of Saturn ·
CD8: Mona da Vinci ·
CD9: Machu Picchu ·
CD10: Josephine the mouse singer ·
CD11: Mala Kunia ·
CD12: Quantum key